# Storchenteich am Schwertzellsgraben
Koordinaten: 50° 54′ 17″ N, 9° 15′ 22″ O

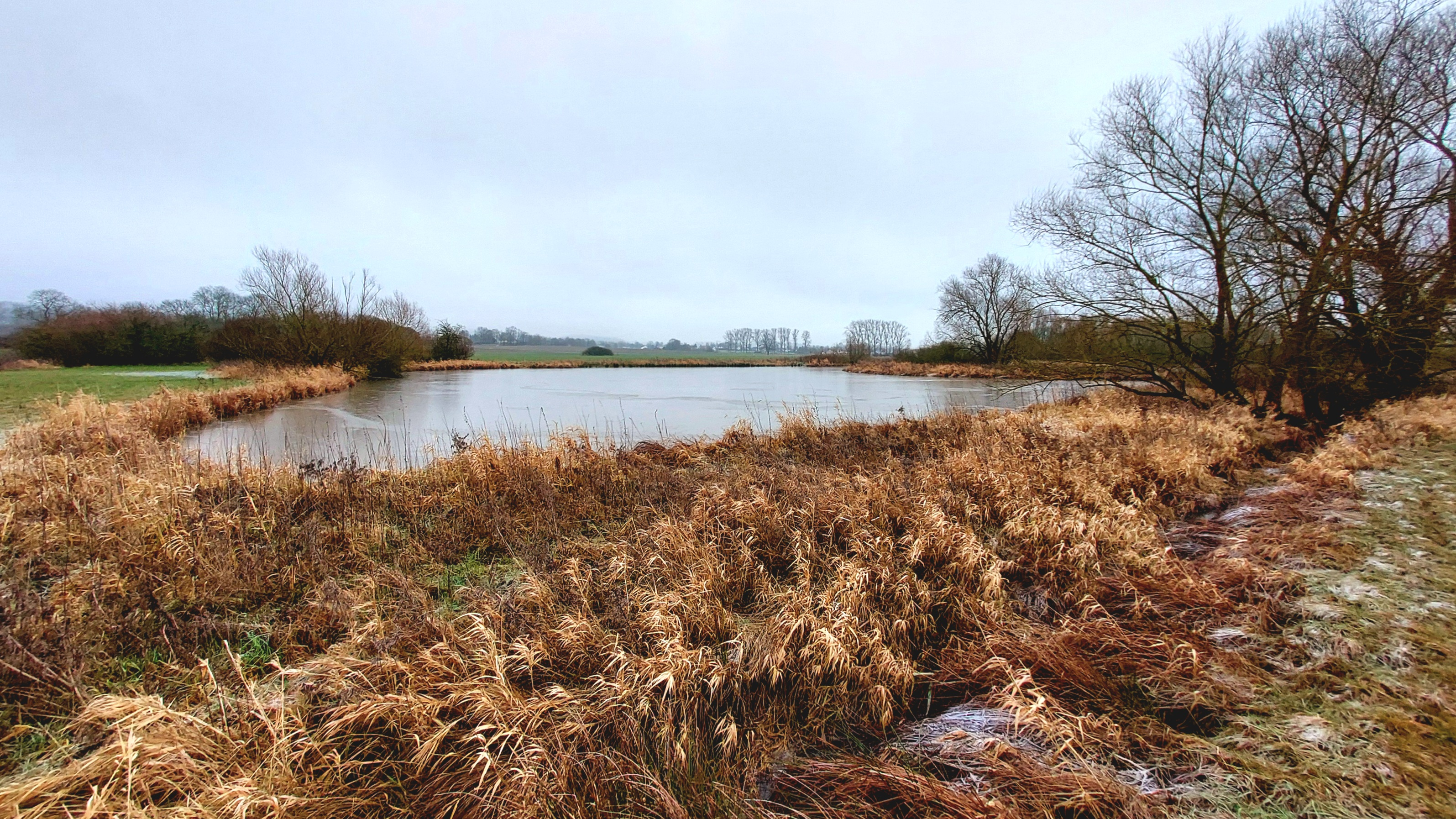
Storchenteich am Schwertzellsgraben

Das Naturschutzgebiet Storchenteich am Schwertzellsgraben liegt auf dem Gebiet der Stadt Schwalmstadt im Schwalm-Eder-Kreis in Hessen.
Das etwa 35,3 ha große Gebiet wurde im Jahr 1982 unter der Kennung 1634006 unter Naturschutz gestellt. Es erstreckt sich südöstlich von Ziegenhain und westlich von Trutzhain, beide Stadtteile von Schwalmstadt, entlang der am westlichen Rand des Gebietes fließenden Alten Schwalm. Am nordöstlichen Rand des Gebietes verläuft die B 454 (= B 254). Östlich des Gebietes liegt das Segelfluggelände Der Ring in Schwalmstadt.